# كاسي غيرولا (بافيا)
كاسي غيرولا (بالإيطالية: Casei Gerola)‏ هي بلدة تقع في مقاطعة بافيا بإقليم لومبارديا في شمال إيطاليا. تبلغ مساحة هذه المدينة 24.8 (كم²)، وترتفع عن سطح البحر 81 م، بلغ عدد سكانها 2520 نسمة في عام 2012 حسب إحصاء المعهد الوطني للإحصاء.

## السكان
في سنة 1861 بلغ عدد السكان 2٬164 نسمة، وتطور العدد ليصل في سنة 2011 لـ 2٬500 نسمة.
يظهر هذا المخطط البياني تطور النمو السكاني لـ كاسي غيرولا (بافيا)

## وصلات خارجية
- www.comune.caseigerola.pv.it